# Rivellia bipars
Rivellia bipars är en tvåvingeart som först beskrevs av Walker 1861.  Rivellia bipars ingår i släktet Rivellia och familjen bredmunsflugor.
Artens utbredningsområde är Tasmanien. Inga underarter finns listade i Catalogue of Life.